# Kasugai
Kasugai (春日井市?, Kasugai-shi) è una città giapponese della prefettura di Aichi.